# Omar Rodriguez-Lopez Quintet
The Omar Rodriguez-Lopez Quintet är ett sidoprojekt av Omar Rodriguez-Lopez. Här spelar Rodriguez-Lopez live med sin kvintett, som 2005 omfattade tre medlemmar från The Mars Volta Group: Juan Alderete, Marcel Rodriguez-Lopez och Adrian Terrazas-Gonzales. 
2005 spelades det självtitlade debutalbumet, Omar Rodriguez in i Amsterdam. Albumet kännetecknas av sina improvisatoriska sånger med holländska titlar och inga texter. Efter att ha spelat in The Mars Voltas album Amputechture samarbetade Rodriguez-Lopez med Damo Suzuki för att få ihop en 25-minuters EP vid namn Please Heat This Eventually. 
Ett nytt album, Se Dice Bisonte, nr Bufalo, förbereddes också för att släppas på GSL. 10-låtars albumet framförs av Mars Volta medlemmarna Cedric Bixler-Zavala, Marcel Rodriguez-Lopez, Juan Alderete de la Pena, Adrian Terrazas-Gonzales samt Money Mark Ramos Nishita och John Frusciante. Musiken till albumet skrevs och in 2006 i Kalifornien och Amsterdam. Denna inspelning släpptes på både vinyl och cd. Albumet är inspirerat av Pink Floyd; mest märkbart den i Set the Controls for the Heart of the Sun. 
En annan låt, "Rapid Fire Tollbooth", har varit en del av The Mars Volta's liveset. The Mars Volta omarbetade spåret så att det skulle passa till Amputechtures uppföljare. 
Rodriguez-Lopez har också komponerat musiken till filmen El Bufalo de la Noche av Guillermo Arriaga och Jorge Hernandez Aldana. 

## Diskografi
Album
- Omar Rodriguez (2005)
- The Apocalypse Inside of an Orange (2007)